# Первомайский сельсовет (Новосибирская область)
Первомайский сельсовет — сельское поселение в Каргатском районе Новосибирской области Российской Федерации.
Административный центр — село Кольцовка.

## История
Статус и границы сельского поселения установлены Законом Новосибирской области от 2 июня 2004 года № 200-ОЗ «О статусе и границах муниципальных образований Новосибирской области»

## Население
| 2002 | 2010 | 2012 | 2013 | 2014 | 2015 | 2016 |
| ---- | ---- | ---- | ---- | ---- | ---- | ---- |
| 735  | ↘495 | ↘453 | ↘433 | ↘406 | ↘382 | ↘364 |
| 2017 | 2018 | 2019 | 2020 | 2021 |      |      |
| ↘356 | ↘330 | ↘299 | ↘283 | ↘274 |      |      |

## Состав сельского поселения
| № | Населённый пункт | Тип населённого пункта       | Население |
| - | ---------------- | ---------------------------- | --------- |
| 1 | Барановский      | посёлок                      | ↘0        |
| 2 | Кольцовка        | село, административный центр | ↘374      |
| 3 | Первомайский     | посёлок                      | ↘28       |
| 4 | Чернявский       | посёлок                      | ↘93       |